# Mostek (Orzeszkowo)
Mostek – część wsi Orzeszkowo w Polsce położona w województwie podlaskim, w powiecie hajnowskim, w gminie Hajnówka.
W latach 1975–1998 część wsi administracyjnie należała do województwa białostockiego.